# لورينس مولينكامب
لورينس مولينكامب (بالهولندية: Laurens W. Molenkamp)‏ هو بروفيسور في الفيزياء ورئيس قسم الفيزياء التجريبية في جامعة فورتسبورغ. عُرف بعمله في هياكل أشباه الموصلات والعوازل الطوبوغرافية.